# 吉野裕斗
吉野 裕斗（よしの ゆうと、1997年4月2日 - ）は、愛知県日進市出身の実業家・政治家。日進市議会議員（1期）。
総合型選抜専門塾「MyAO」を運営する株式会社Zooの代表取締役社長、一般社団法人U代表理事を務める。
現在は愛知県日進市で政治活動を行っている。

## 経歴
愛知県日進市生まれ。ハイランド白山幼稚園を卒園し、日進市立北小学校へ入学。学級委員や生徒会長を務め、地域の野球クラブ「日進ベストドリームズ」に所属。小学校を卒業後は、名古屋大学教育学部附属中高等学校へ進学。
高校入学後に、2013年11月に「高校生国際ボランティア団体-どえりゃあwings」を立ち上げる。愛知県内の高校生とフィリピン、バングラデシュ、タイなどに向けた支援活動を実施。NHK総合テレビ「ほっとイブニング」での特集をはじめ、各新聞社などでボランティア活動の様子が定期的に掲載。
2014年7月にTEDxNagouaUに登壇、「JICA国際協力中学生・高校生エッセイコンテスト」2014年度高校生の部　では優秀賞を獲得している。 
2015年5月から高校を1年休学して、世界一周の旅に出る。アジア、アフリカ、南米を中心に29カ国を9カ月間かけて渡航した。現地ではスラム街でのホームステイなど身をもって社会課題を体験し、国際機関や社会起業家の訪問などで知見を広めた。帰国後は、TV出演などでの情報発信をはじめ、各地の学校や国際系団体での講演活動を行う。
2017年に慶應義塾大学総合政策学部にAO入試で入学。元文部科学副大臣で東京大学/慶應義塾大学教授(当時)の鈴木寛の研究会に所属。
2018年に総合型選抜専門塾「MyAO」を開講する。それ以降、毎年、慶應大学をはじめとする有名難関大学への合格者を輩出している。
事業拡大を受けて、2020年に法人化し、株式会社Zooを立ち上げる。代表取締役に就任。金沢校の立ち上げに挑戦するが、撤退。現在は名古屋校を中心に、新潟校、新宿校の運営をしている。
2019年にU23サミットを立ち上げる。ゲストにはシンニホンの著者の安宅和人氏や、当時法務大臣の森まさこ氏、作家の乙武洋匡氏などが参加した。その後も毎年開催し、中高生を対象としたU18サミットも立ち上げる。事業拡大のため2021年に法人化し、一般社団法人Uとなる。同法人の代表理事に就任。
2020年慶應義塾大学卒業。慶應SFC研究所の研究員として、鈴木寛氏の研究活動などを手伝う。
2021年より元文部科学大臣で東京大学・慶應義塾大学の教授である鈴木寛の秘書を約1年間務めた。
2022年11月に愛知県日進市で、五体不満足の著者・乙武洋匡氏とのトークショーを開催。
2023年4月に日進市議会議員選挙に当選。